# Kőrösi Sándor (katona)
Kőrösi Sándor (Szekszárd, 1932. március 18. – Budapest, 1958. március 6.) magyar katona, részt vett az 1956-os forradalomban, azon belül is a csepeli ellenállásban. A forradalom után halálra ítélték és kivégezték.

## Élete
Gimnáziumi tanulmányait megszakítva önkéntesen bevonult katonának. Egy évi csapatszolgálat után felvették a Légvédelmi Tüzértiszti Iskolára, melyet 1950-ben végzett el. Ezt követően alhadnagyként szolgált. Előbb szakaszparancsnok, majd hadműveleti tiszt lett. 1952-ben belépett a Magyar Dolgozók Pártjába. 1956-ban főhadnaggyá léptették elő.
A forradalom kitörése után október 30-áig nem kapott parancsot a harcokban való részvételre, aznap azonban a Csepeli Királyerdőben harcoló üteghez vonult be. Ekkorra a szovjetek már bekerítették a szabadságharcosok ütegeit, így Kőrösi Sándor és tiszttársai megszervezték az ellenállást és a Forradalmi Katonai Tanácsot. A november 4-én támadó szovjet csapatok azonban az összes üteget elfoglalták egy kivételével. A megmaradt ütegekből Kőrösi Buri István nemzetőr parancsnok segítségével új ellenállást szervezett, stratégiai helyeket elfoglalva lőtték az oroszokat. A szovjet csapatok azonnal újabb támadásba lendültek; egy páncélautót és egy harckocsit, valamint sok katonát vesztettek, de az ellenállást nem sikerült megtörniük. Ettől kezdve már vadászrepülőgépeket is bevetettek, amelyek a levegőből géppuskázták a magyar fegyveresek állásait. November 5-én a szabadságharcosoknak sikerült zsákmányolniuk egy sorozatvetőt, mellyel tudták lőni a tököli szovjet katonai repülőteret. Ennek köszönhetően két Il–28-as gépet is sikerült kilőni.
November 9-én újabb általános szovjet roham indult, amely most sem járt sikerrel, habár mindkét oldalon nagyok voltak a veszteségek (pl. a szovjetek újabb négy harckocsit vesztettek). A túlerő miatt azonban végül is a csepeliek ellenállása összeroppant, november 11-én a védők feladták az ellenállást. Kőrösi és társai ki akartak szökni az országból, de november 13-án Kőszegen elfogták őket és december 4-éig fogságban tartották. Kiszabadulása után, december 8-án saját kérésére leszerelt. Ezt követően fotólaboránsként kezdett dolgozni, de nem sokáig, mivel 1957. április 6-án letartóztatták, majd Andi József főhadnaggyal és még két csepeli ellenállóval együtt szervezkedés vezetése és gyilkosság vádjával halálra ítélték és 1958. március 6-án golyó által kivégezték.
Rendszerváltást követően 1990. július 5-én posztumusz előléptetést kapott a köztársaság ideiglenes elnökétől (Göncz Árpád), mely által alezredessé nevezték ki.